# Telicota augias
Bướm phi tiêu cam tươi (Telicota augias) là một loài bướm thuộc Họ Bướm nhảy. Chúng được tìm thấy ở Úc, Papua New Guinea, Myanmar, Indonesia và Philippines.
Sải cánh dài khoảng 30 mm.
Ấu trùng ăn Flagellaria indica. Chúng xây dựng nơi trú ẩn bằng những chiếc lá kết hợp với tơ, nghỉ ngơi trong này vào ban ngày, và ra ngoài kiếm ăn vào ban đêm. Nơi trú ẩn thường được xây dựng gần những ngọn lá mà chúng ăn, chỉ để lại phần gân giữa để làm nơi trú ẩn.

## Phân loài
- Telicota augias augias (Burma đến Java và Borneo)
- Telicota augias florina (nam Flores)
- Telicota augias krefftii (Macleay, 1866) - Krefft's Darter (miền bắc Gulf and miền bắc bờ biển của lãnh thổ Bắc Úc, miền bắc Gulf and đông bắc bờ biển của Queensland và miền bắc bờ biển của Tây Úc)
- Telicota augias pythias (Philippines)

## Hình ảnh

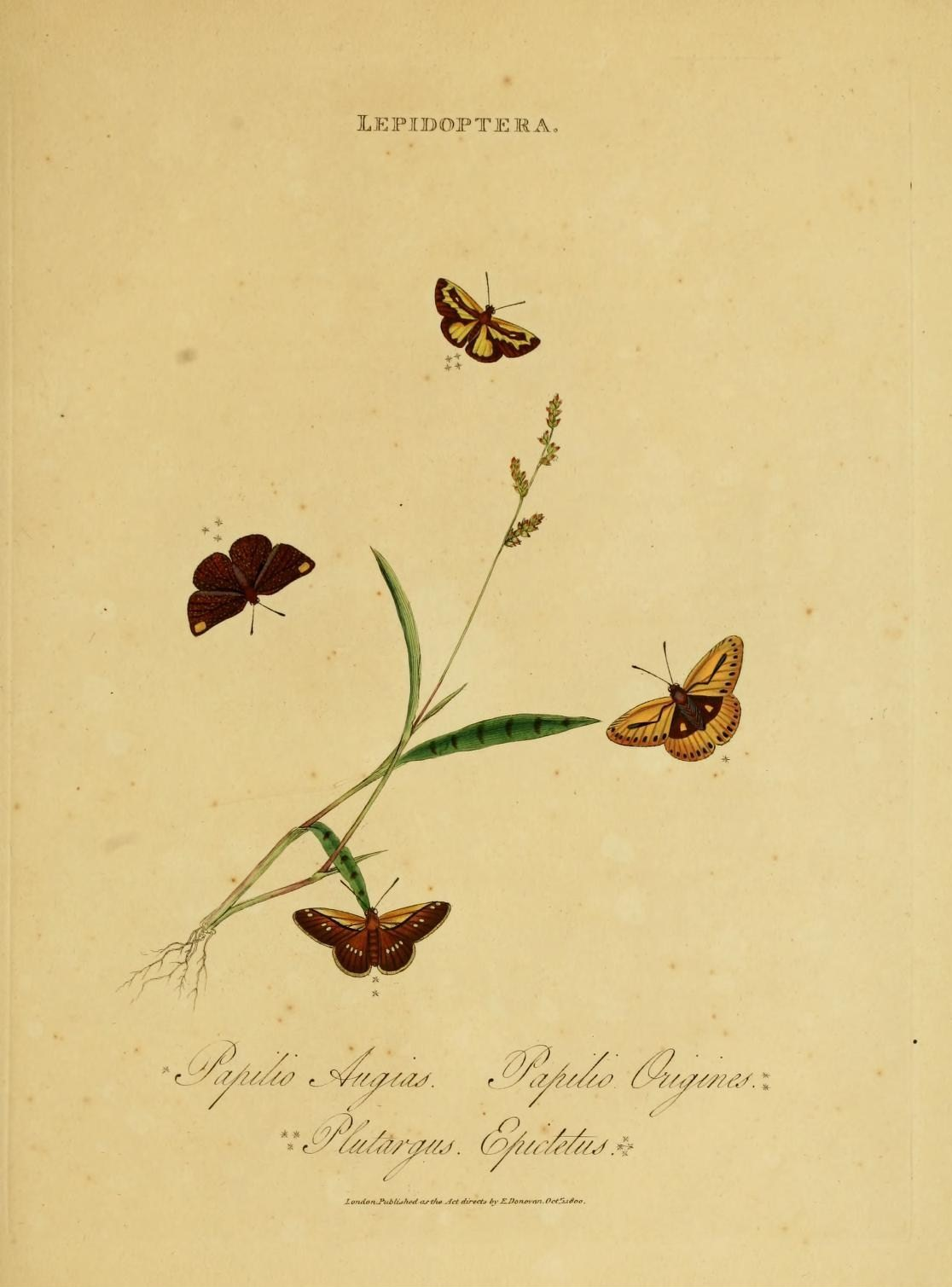
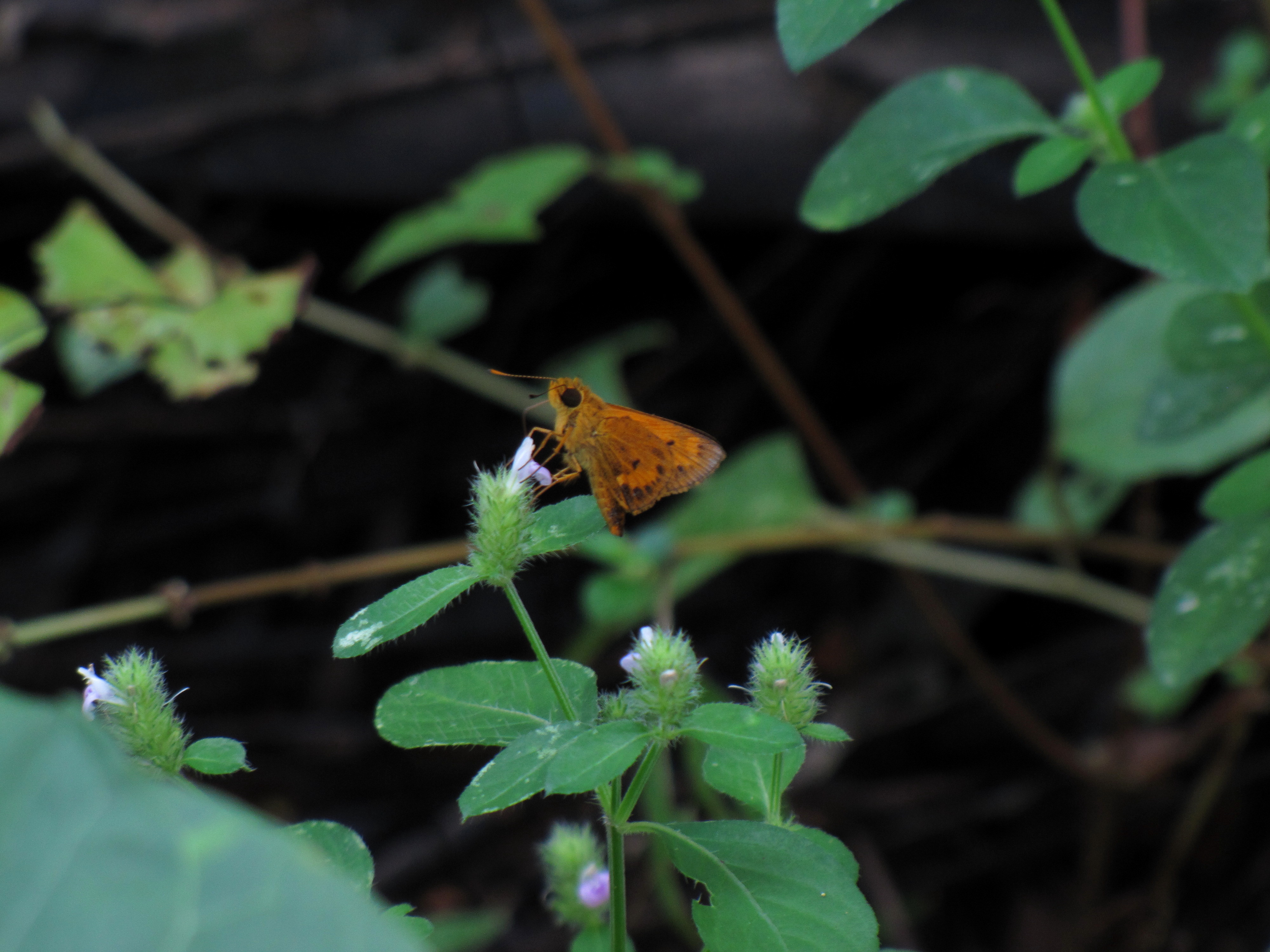